# 尚佩恩縣 (俄亥俄州)
尚佩恩縣（英語：Champaign County）是位於美国俄亥俄州西部的一個縣，面積1,113平方公里。根據2020年美國人口普查，共有人口38,714人。縣治厄巴纳。成立於1805年2月20日。縣名是法语「平原」的意思。